# Chaplin odhadcem v zastavárně
Chaplin odhadcem v zastavárně (anglicky The Pawnshop) je americký němý film z roku 1916. Snímek režíroval Charlie Chaplin a sám si zahrál i hlavní roli Tuláka, který je zaměstnán jako pomocník majitele zastavárny.
Henry Bergman ztvárnil majitele zastavárny, což byla jeho první větší role v Chaplinových filmech. Tehdy začala jejich dlouholetá spolupráce.

## Děj
Tulák je zaměstnán jako pomocník v zastavárně. Její majitel už ho netrpělivě očekává, protože se jako obvykle opozdil. Když Tulák konečně dorazí, tak ho hned majitel zažene do práce; nařídí mu utřít prach ve skladu. Tam je přítomen i druhý pomocník, kterému Tulákovo vehementní ohánění se s prachovkou přivodí záchvat kýchání. Tato rozepře skončí potyčkou mezi oběma pomocníky a je evidentní, že se příliš v lásce nemají a že jsou konflikty mezi nimi nejspíš na denním pořádku.

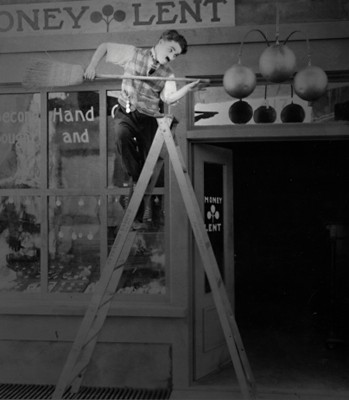
Tulák na štaflích

Rozepře pokračuje i poté, kdy si Tulák vezme štafle a pokouší se umýt vývěsní štít zastavárny. Při manipulaci se štaflemi si však počíná tak neobratně, že několikrát pošle k zemi nejen druhého pomocníka, ale i přihlížejícího policistu. Následnou potyčku rázně ukončí až majitel zastavárny a rezolutně naznačí Tulákovi, že o jeho služby již nadále nestojí. Tulák se však nedá a nakonec se mu podaří svého šéfa obměkčit.
Dalším Tulákovým působištěm je kuchyně, kde se snaží pomáhat majitelově pohledné dceři. Po chvíli se k nim však připojí druhý pomocník a výsledkem je další bitka spojená s přestřelkou s koulemi z těsta.
Do zastavárny přichází zákazník a vypráví Tulákovi srdceryvný příběh, že je nucen zastavit svůj snubní prsten, aby netrpěl hlady. Tulák mu za něj vyplatí 5 dolarů, ale má jen bankovku v hodnotě 10 dolarů. Muž mu tedy vrací 5 dolarů, které vyloví před užaslým Tulákem z mocného paklu bankovek.
Dalším zákazníkem je muž, který má zájem o diamanty. Majitel zastavárny mu chce nějaké ukázat a zve ho skladiště, kde je má schované v trezoru. Mezitím přichází třetí zákazník, který požaduje dva dolary za budík. Tulák s důležitým výrazem ve tváři a s nasazeným stetoskopem a hodinářskou lupou zkoumá, zda je budík funkční. Rozebere ho do posledního šroubku a kolečka, která pochopitelně již neumí vrátit zpátky. Tak součástky jednoduše nasype zpět do budíku a vrátí jej zákazníkovi. Nemůže ho přijmout do zástavy, neboť nefunguje. Když se muž vzpouzí, je uklidněn ranou kladívkem do čela.
Následuje další pranice s druhým pomocníkem, po které je v kuchyni doslova spoušť. Tulák se utíká schovat do truhly a majitel toho má právě dost. Tentokrát svého nezbedného pomocníka jistojistě vyhodí. Nastalého zmatku využil muž, který svůj zájem o diamanty pouze předstíral. Vnikl do trezoru a drží všechny v šachu namířeným revolverem. Nepočítá však s Tulákem, který se náhle vynoří z truhly a omráčí zloděje válečkem na nudle. Dojatý majitel je svému zachránci vděčen a všechna předchozí alotria jsou rázem odpuštěna.

## Herecké obsazení
| Charlie Chaplin  | Tulák                 |
| Henry Bergman    | majitel zastavárny    |
| Edna Purviance   | jeho dcera            |
| John Rand        | pomocník v zastavárně |
| Eric Campbell    | zloděj                |
| Albert Austin    | zákazník s budíkem    |
| Wesley Ruggles   | zákazník s prstenem   |
| Charlotte Mineau | zákaznice s akváriem  |
| James T. Kelley  | starý pobuda          |
| Frank J. Coleman | policista             |

## Zvuková verze
V roce 1932 zakoupil filmový producent Amedee J. Van Beuren práva na Chaplinovy komedie studia Mutual za cenu 10 000 dolarů za každou z nich. Opatřil je novou hudbou, kterou složili Gene Rodemich a Winston Sharples, dodal zvukové efekty a znovu vydal prostřednictvím společnosti RKO Pictures. Chaplin nemohl žádnými legálními prostředky tomuto vydání zabránit.